# Liste der Einträge in das National Register of Historic Places im Quay County
Diese Liste der Einträge im National Register of Historic Places im Quay County enthält alle im Quay County, New Mexico in das National Register of Historic Places eingetragenen Gebäude, Bauwerke, Objekte, Stätten oder historischen Distrikte.
Diese Liste entspricht dem Bearbeitungsstand des National Park Service/National Register of Historic Places vom 25. Oktober 2024.

## Legende
| NRHP | Historic Place             |
| HD   | National Historic District |

## Aktuelle Einträge
| [ 2 ] | Name                                                   | Bild                                                 | Eintragsdatum                 | Lage | Ort       | Beschreibung |
| ----- | ------------------------------------------------------ | ---------------------------------------------------- | ----------------------------- | --- | --------- | ------------ |
| 1     | Blue Swallow Motel                                     | weitere Bilder                                       | 22. Nov. 1993 ID-Nr. 93001210 | 815 E. Tucumcari Boulevard 35° 10′ 19,4″ N, 103° 42′ 58,3″ W                                                                       | Tucumcari |              |
| 2     | Cactus Motor Lodge                                     | weitere Bilder                                       | 21. März 2006 ID-Nr. 06000154 | 1316 E. Tucumcari Boulevard 35° 10′ 16″ N, 103° 42′ 38″ W                                                                          | Tucumcari |              |
| 3     | Glenrio Historic District                              | weitere Bilder                                       | 17. Jan. 2007 ID-Nr. 06001258 | New Mexico State Road 1578 35° 10′ 43″ N, 103° 2′ 33″ W                                                                            | Glenrio   |              |
| 4     | Arch Hurley Conservancy District Office Building       | weitere Bilder                                       | 16. Dez. 1994 ID-Nr. 94001403 | 101 E. High Street 35° 10′ 34″ N, 103° 43′ 32″ W                                                                                   | Tucumcari |              |
| 5     | Metropolitan Park Bathhouse and Pool Historic District | weitere Bilder                                       | 15. März 1996 ID-Nr. 96000268 | südlicher Zubringer der Interstate 40, westlich von der Ausfahrt nach Tucumcari 35° 8′ 43″ N, 103° 48′ 1″ W                        | Tucumcari |              |
| 6     | Nara Visa School                                       | weitere Bilder                                       | 31. Okt. 1983 ID-Nr. 83004151 | U.S. Route 54 35° 36′ 51″ N, 103° 5′ 53″ W                                                                                         | Nara Visa |              |
| 7     | Odeon Theater                                          | weitere Bilder                                       | 17. Jan. 2007 ID-Nr. 06001254 | 123 S. 2nd Street 35° 10′ 48″ N, 103° 43′ 37″ W                                                                                    | Tucumcari |              |
| 8     | Richardson Store                                       | weitere Bilder                                       | 16. Nov. 1978 ID-Nr. 78001819 | in der Nähe der Interstate 40 35° 5′ 43,4″ N, 104° 3′ 55,1″ W                                                                      | Montoya   |              |
| 9     | Route 66, Locally Maintained from Glenrio to San Jon   | Route 66, Locally Maintained from Glenrio to San Jon | 24. März 1994 ID-Nr. 93001207 | am Grenzverlauf zu Texas, westlich von San Jon 35° 8′ 12″ N, 103° 9′ 37″ W                                                         | San Jon   |              |
| 10    | Route 66, State maintained from Montoya to Cuervo      | weitere Bilder                                       | 19. Nov. 1997 ID-Nr. 97001395 | entlang der ehemaligen U.S. Route 66, westlich von Montoya nach Cuervo 35° 3′ 41″ N, 104° 16′ 1″ W                                 | Cuervo    |              |
| 11    | Route 66, State maintained from Palomas to Montoya     | Route 66, State maintained from Palomas to Montoya   | 24. März 1994 ID-Nr. 93001208 | südöstlich von Palomas, westlicher Teil bei Montoya 35° 6′ 43″ N, 103° 58′ 5″ W                                                    | Montoya   |              |
| 12    | Route 66, State maintained from San Jon to Tucumcari   | Route 66, State maintained from San Jon to Tucumcari | 19. Nov. 1997 ID-Nr. 97001399 | ehemalige U.S. Route 66, östlich von San Jon bis zum östlichen Abzweig der Interstate 40 bei Tucumcari 35° 8′ 46″ N, 103° 27′ 9″ W | San Jon   |              |